# نقش پلاکت‌ها در آترواسکلروز
پلاکت‌ها از عناصر کلیدی در تشکیل و گسترش پلاک‌های آترومی به شمار می‌روند. این سلول‌ها در روند انعقاد خون هنگام بروز آسیب به رگ‌ها موجب توقف خونریزی می‌شوند. پلاکت‌ها اولین سلول‌های خونی هستند که در محل فعال شدن سلول‌های اندوتلیوم حاضر می‌شوند. گلیکوپروتئین‌های Ib و IIb/IIIa موجود در سطح این سلول‌های بدون هسته با مولکول‌های موجود در سطح سلول‌های اندوتلیوم در هم گیر کرده این امر خود می‌تواند در فعال شدن بیشتر سلول‌های اندوتلیوم دخیل باشد. مهار کردن این مولکول‌ها در پلاکت‌ها از نفوذ لکوسیت‌ها و هم چنین پدید آمدن آترواسکلروز در موش‌هایی که مبتلا به هیپرکلسترولمی هستند جلوگیری می‌نماید.
اهمیت تشکیل لخته (thrombosis) در بروز سندروم‌های کرونری حاد (شامل آنژین ناپایدار، آنفارکتوس میوکارد بدون موج Q، آنفارکتوس حاد با بالا رفتن قطعه ST و بسته شدن ناگهانی مجرای رگ کرونر پس از باز کردن درمانی آن) ثابت شده‌است. اعتقاد بر این است که فعال شدن پلاک آترومی و تشکیل یک لخته که مجرا را مسدود می‌سازد موجب بسته شدن حاد رگ و بروز آنفارکتوس می‌شود. سرپوش موجود بر روی پلاک با افزایش فعالیت سلول‌های التهابی و تولید آنزیم‌های پروتئولیتیک تضعیف شده و هم چنین سلول‌های مرکزی در ضایعه فعال می‌شوند. این امر در نهایت موجب شکاف خوردن پلاک در این محل می‌گردد. هم چنین سلول‌های اندوتلیوم ممکن است به علت فشار جریان خون عبوری از کنار پلاک آترومی از روی آن کنده شوند. هم شکاف خوردن پلاک آترومی و هم کنده شدن سلول‌های اندوتلیوم از روی آن می‌تواند لایه زیر اندوتلیوم را در محل ضایعه در برابر عناصر موجود در خون قرار دهد.

## مکانیسم تشکیل لخته
هنگامی که پلاکت‌ها به دنبال این دو پدیده در برابر لایه زیر اندوتلیوم قرار می‌گیرند با واسطه گلیکوپروتئین‌های گروه Ib/IX/V به محل ضایعه می‌چسبند. فاکتور فون ویلبراند (von Willebrand) به میزان زیادی موجب تشدید این روند می‌شود. پلاکت‌ها به دنبال چسبیدن به لایه زیر اندوتلیوم و آزاد شدن ترکیبات متعددی از جمله آدنوزین دی نوکلئوتید فسفات (ADP)، سروتونین (Serotonin)، ترومبوکسان (Thromboxan)، ترومبوسپاندین (Thrombospondin) و فیبرینوژن (Firbrinogen) به محیط اطراف ضایعه فعال می‌شوند. ترومبین (Thrombin) و کلاژن از فعال کننده‌های قوی پلاکت و ترومبوگزان، سروتونین (Serotonin)، وازوپرسین (Vasopressin), ADP، فاکتور فعال کننده پلاکتی (Platelet-activating factor) و اپینفرین (Epinephrine) از فعال کننده‌های ضعیف این سلول‌ها به شمار می‌روند. بر روی سطح پلاکت‌ها گیرنده‌هایی وجود دارد که با چسبیدن ترکیبات فوق به آن‌ها پدیده چسبیدن پلاکت‌ها به دیواره رگ و اتصال آن‌ها به یکدیگر گسترش می‌یابد. از آن جمله می‌توان به گیرنده‌ای به نام گلیکوپروتئین IIb/IIIa (GP IIB/IIa) اشاره کرد.
گیرنده GP IIb/IIIa به خانواده اینتگرینها (Integrin) تعلق دارد که از گلیکوپروتئین‌های موجود در روی غشاء سلول‌ها به شمار آمده و به توسط آن‌ها سلول‌ها به ترکیبات مختلف یا به سایر سلول‌ها می‌چسبند. هر پلاکت در گردش خون دارای ۵۰۰۰۰ تا ۸۰۰۰۰ گیرنده GP IIb/IIIa است که بیشتر آن‌ها در سطح سلول پراکنده شده و تعداد کمی به عنوان ذخیره در داخل پلاکت جای گرفته‌اند. اهمیت وجود و عملکرد صحیح این گیرنده برای اولین بار در بیماران مبتلا به ضعف پلاکتی گلانزمن (Glanzmann’s thromboasthenia) مورد توجه قرار گرفت. با آن که فیبرینوژن مولکول اصلی پیوندی با این گیرنده می‌باشد اما فیبرونکتین (Fibronectin)، ویترونکتین (Vitronectin) و فاکتور وون ویلبراند (von Willebrand) از ترکیبات دیگری هستند که از این گیرنده به عنوان محل اتصال به پلاکت استفاده می‌کنند. این گیرنده در حالت استراحت هیچ تمایلی به اتصال به فیبرینوژن ندارد. ترکیباتی که قادرند پلاکت‌ها را فعال نمایند از راه یک پیام از «درون به بیرون» (Inside-to-outside signal) تغییری در ساختار گیرنده GP IIb/IIIa پدیدمی‌آورند که به دنبال آن امکان چسبیدن فیبرینوژن به این گیرنده فراهم می‌آید و در واقع به واسطه آن‌ها این گیرنده فعال می‌شود. به این شکل مولکول فیبرینوژن به صورت پلی میان پلاکت‌ها عمل نموده و موجب تشکیل شبکه در هم بافته‌ای از پلاکت‌ها یا به عبارت دیگر تجمع یافتن پلاکت‌ها می‌گردد. برعکس، با اتصال فیبرینوژن و فاکتور فون ویلبراند به این گیرنده یک پیام از «بیرون به داخل» (Outside-to-inside signal) پدید می‌آید که موجب تغییر در میزان سیال بودن غشای پلاکت، تغییر شکل توبول‌ها و اسکلت سلولی، جریان یافتن و به کار گیری کلسیم داخل سلولی و تولید گیرنده‌های جدید بر روی سطح پلاکت می‌گردد. باید اشاره کرد که ترومبین میزان تظاهر گیرنده GP IIb/IIIa را در سطح پلاکت تا ۵۰٪ افزایش می‌دهد. بر عکس کمی سطح فیبرینوژن در پلاسما، می‌تواند اثر ضد لخته‌ای مهار کننده‌های این گیرنده را تشدید نماید چرا که نبود فیبرینوژن کافی از فعال شدن این گیرنده به میزان کافی جلوگیری می‌کند. این روند رابطه میان گیرنده GP IIB/IIIa با سایر عملکردهای مهم پلاکت‌ها از جمله تخلیه محتویات گرانول‌های درون پلاکت (که خود حاوی ترکیبات فعال کننده پلاکتی هستند) را بر قرار می‌سازد. بدون در نظر گرفتن محرک اولیه‌ای که موجب فعال شدن پلاکت‌ها می‌گردد مسیر انتهایی مشترک در تشکیل و گسترش لخته در محل ضایعه آترواسکلروتیک به واسطه همین گیرنده GP IIB/IIIa صورت می‌پذیرد.